# Steven Berlin Johnson

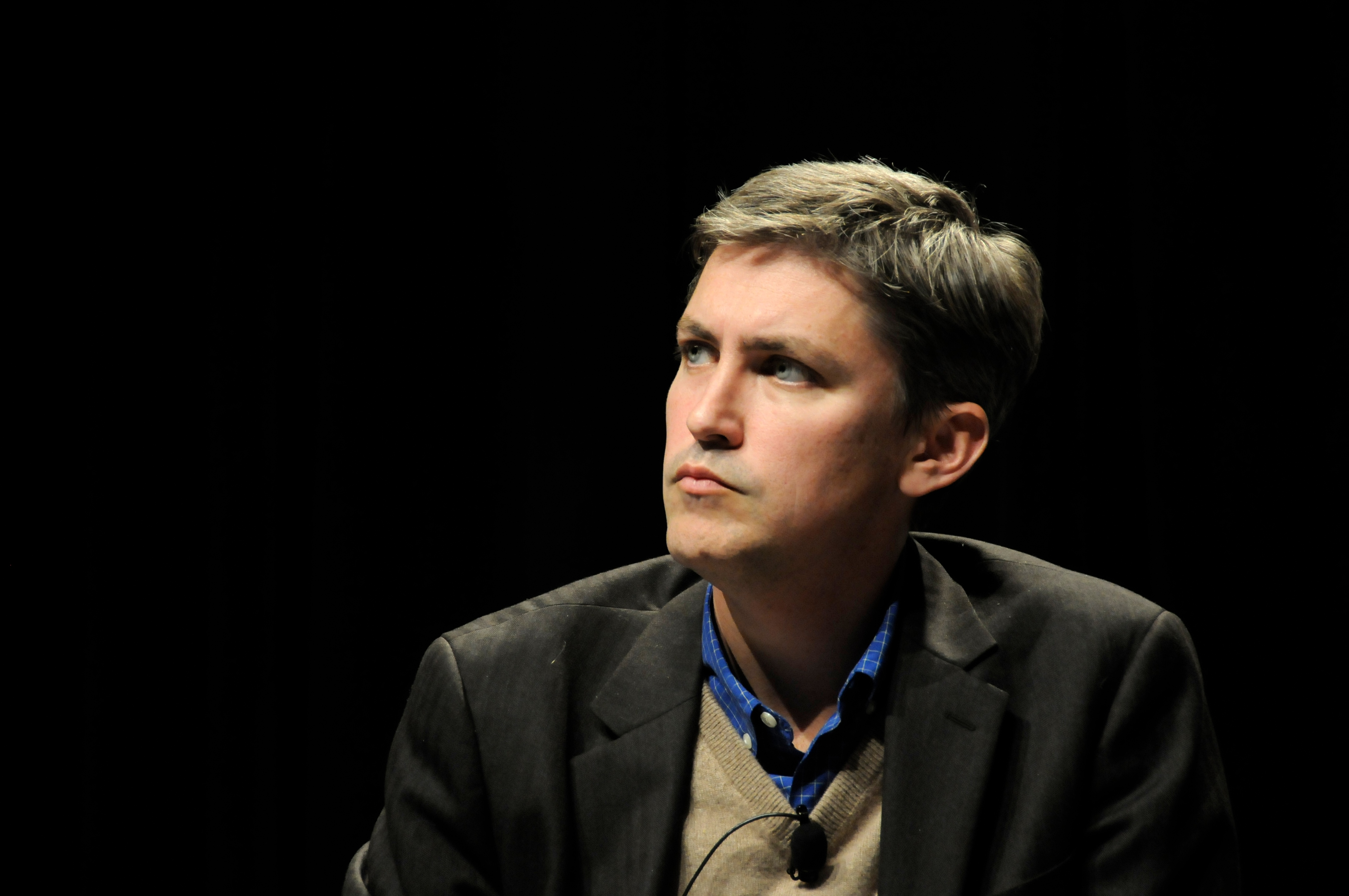
Steven Berlin Johnson - South by Southwest 2008.

Steven Berlin Johnson (n. 6 de junio de 1968) es un escritor de divulgación científica norteamericano. Ha trabajado como columnista en gran cantidad de publicaciones, entre las que se destacan The New York Times, The Wall Street Journal, The Financial Times, Discover y Wired. 
Fue uno de los socios fundadores de tres influentes proyectos web: el ezine "FEED" en 1995, Plastic.com en 2001 (un tradicional foro, ganador de los premios Webby) y en 2006, la comunidad en línea hiperlocal Outside.in.

## Libros
Él ha publicado varios libros de los cuales en castellano se pueden encontrar los siguientes:
- Futuro perfecto - Ed. Turner S.A. - 2013
- El mapa fantasma - Ed.Ilustrae - 2008
- Sistemas Emergentes - Ed. Turner S.A - 2006
- La mente de par en par - Ed. Turner S.A. - 2003